# Contea di Saratoga
La contea di Saratoga, in inglese Saratoga County, è una contea dell'est dello stato di New York negli Stati Uniti. Il capoluogo di contea è Ballston Spa.

## Geografia fisica
La contea si trova nel centro-est dello Stato. A nord il fiume Hudson segna larga parte del confine settentrionale e il confine sud è segnato dal fiume Mohawk. Il territorio è prevalentemente pianeggiante nell'area centro-meridionale e orientale ricadendo in buona parte nelle valli dell'Hudson e del Mohawk.
Nell'area centro-settentrionale si elevano le propaggini meridionali dei monti Adirondack. In quest'area scorre il fiume Sacandaga che essendo Stato sbarrato da una diga a Conklingville nel 1930 ha ampliato enormemente il suo corso ed alimenta il bacino idrico del Great Sacandaga Lake per poi defluire nell'Hudson. Nell'area centrale è posto il Lago Saratoga, il cui emissario defluisce nell'Hudson. Nell'area centro-occidentale è posto il Galway Lake che defluisce tramite il suo emissario a sud nel fiume Mohawk. L'Adirondack Park occupa l'angolo nord-ovest della contea.

### Contee confinanti
- Contea di Warren - nord
- Contea di Washington - est
- Contea di Rensselaer - sud-est
- Contea di Albany - sud
- Contea di Schenectady - sud-ovest
- Contea di Montgomery - ovest
- Contea di Fulton - ovest
- Contea di Hamilton - nord-ovest

## Storia

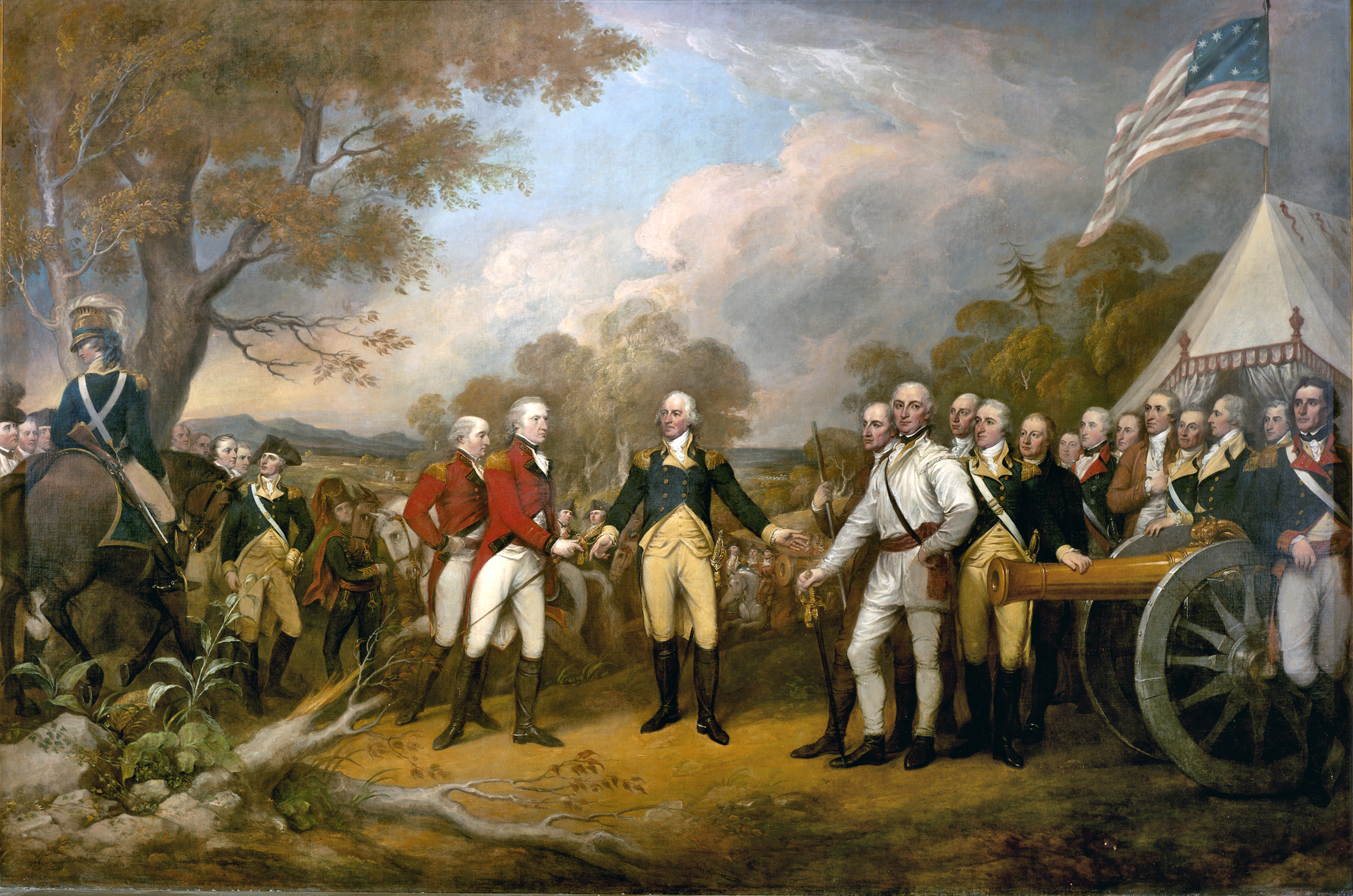
La resa del generale inglese Burgoyne a seguito della battaglia di Saratoga. Dipinto di John Trumbull

L'area era abitata dai nativi Mohawk. Quando nel 1683 le dodici contee della Provincia di New York vennero istituite il territorio dell'attuale contea faceva parte della contea di Albany. Il 17 ottobre 1777, durante la guerra d'indipendenza, l'esercito americano del generale Gates sconfisse quello inglese guidato dal generale Burgoyne nella battaglia di Saratoga. La contea fu istituita il 7 febbraio 1791 separandola dalla contea di Albany. Il nome della contea deriva da una parola irochese che significa "luogo delle acqua rapide". La contea è stata un luogo di transito per la colonizzazione verso ovest poiché la valle del Mohawk fornì un transito naturale attraverso la catena dei monti Appalachi.

## Monumenti e luoghi d'interesse
- Caffè Lena - locale di Saratoga Springs in cui hanno iniziato la carriera artistica autori quali Bob Dylan e Arlo Guthrie.
- Museo nazionale dell'ippica - a Saratoga Springs
- Parco statale dei monti Adirondack - il più esteso parco statale degli Stati Uniti, che copre la parte nord-occidentale della contea.
- Saratoga National Historical Park - parco che preserva il campo della battaglia di Saratoga del 1777 che fu la prima vittoria militare significativa dell'esercito continentale.
- Saratoga Race Course - pista ippica di Saratoga Springs inaugurata nel 1863.

## Comuni
| - Ballston Spa (capoluogo) - village - Ballston - town - Charlton - town - Clifton Park - town - Corinth - town - Country Knolls - cdp - Day - town - Edinburg - town - Galway - town - Greenfield - town | - Hadley - town - Halfmoon - town - Malta - town - Mechanicville - city - Milton - town - Moreau - town - Northumberland - town - Providence - town - Round Lake - village | - Saratoga Springs - city - Saratoga - town - Schuylerville - village - South Glens Falls - village - Stillwater - town - Victory - village - Waterford - town - Wilton - town |